# 메살라진
메살라진(mesalazine) 또는 메살라민(mesalamine), 5-아미노살리실산(5-aminosalicylic acid, 5-ASA)은 궤양성 대장염과 크론병을 포함하는 염증성 장질환 치료에 사용되는 약물이다. 입이나 직장을 통해 투여한다. 두 제제 모두 비슷한 효과를 나타낸다.
흔한 부작용에는 두통, 구역, 복통, 발열이 있다. 심각한 부작용에는 심낭염, 간 질환, 신부전이 있다. 임신이나 수유 중에 사용해도 안전한 것으로 알려져 있다. 설파제에 알레르기가 있는 환자에게 투여 시에는 문제가 생길 수 있다. 메살라진은 아미노살리실산의 일종으로 항염증제로서의 효과를 보인다. 창자에 직접 접촉하여 작용한다.
1987년 미국에서는 메살라진의 의학적 사용을 승인했다. WHO 필수 의약품 목록에 등재되어 있다. 복제약으로 이용 가능하며 전 세계에서 여러 상품명으로 판매되고 있다. 2019년 기준 미국에서 200만 건 넘게 처방되어 229번째로 많이 처방된 약물로 기록되었다.

## 의학적 사용
궤양성 대장염과 크론병(대장 질환에만 효과적)을 포함한 염증성 장질환을 치료하는 데에 사용된다. 경구 투여와 직장 투여를 이용한다. 두 투여 방식의 효과는 비슷하게 나타난다.

## 부작용
임산부의 사용에 대한 데이터는 없지만 메살라진이 태반을 가로질러 모유로 분비된다는 것이 알려져 있다. 2세 이하의 어린이, 신부전 환자, 아스피린 알레르기가 있는 사람에게 사용해서는 안된다.
부작용은 주로 위장관계에 나타나지만 두통이 생기기도 한다. 위장관계 부작용에는 구역, 설사, 복통이 있다. 경구 제제를 사용했을 때 골수억제로 인한 문제(백혈구감소증, 호중구감소증, 무과립구증, 재생불량성빈혈, 혈소판감소증)나 탈모, 말초신경증, 췌장염, 간 질환, 심근염, 심낭염, 알레르기성이나 섬유성의 폐 부작용, 홍반성 루푸스 유사 반응, 발진(두드러기 등), 약물성 발열, 간질성신염, 신증후군 등의 여러 가지 부작용이 생길 수 있다는 보고들이 있다. 이러한 부작용은 약물 투여를 중단하면 보통 정상으로 돌아온다. 매우 드물게 메살라진 사용이 대장염, 스티븐스-존슨 증후군, 다형 홍반의 증상을 악화시키기도 한다.

## 화학
페살라진은 설파살라진의 활성 성분으로, 설파살라진은 설파피리딘과 메살라진으로 대사된다. 또한 전구약물인 발살라지드나 비활성 상태의 운반체 분자인 4-아미노벤조일-베타-알라닌의 활성 성분이기도 하다. 메살라진은 항류마티스제(DMARDs)에 속한다.

## 작용 기전
명확한 작용 기전은 명확하지 않으나 고리형 산소화효소와 지질산소화효소 경로의 염증 반응을 조절하여 프로스타글란딘, 류코트리엔의 합성을 감소시킨다고 여겨진다. 대장 점막에 국소적으로 작용한다.

## 사회와 문화

### 상품명
메살라진은 아프리소(Apriso), 아사콜(Asacol), 아사콜 HD, 카나사(Canasa), 델지콜(Delzicol), 피바사(Fivasa), 로와사(Rowasa), 스프로와사(Sfrowasa) 등 다양한 상품명으로 판매되고 있다.